# Park Slope

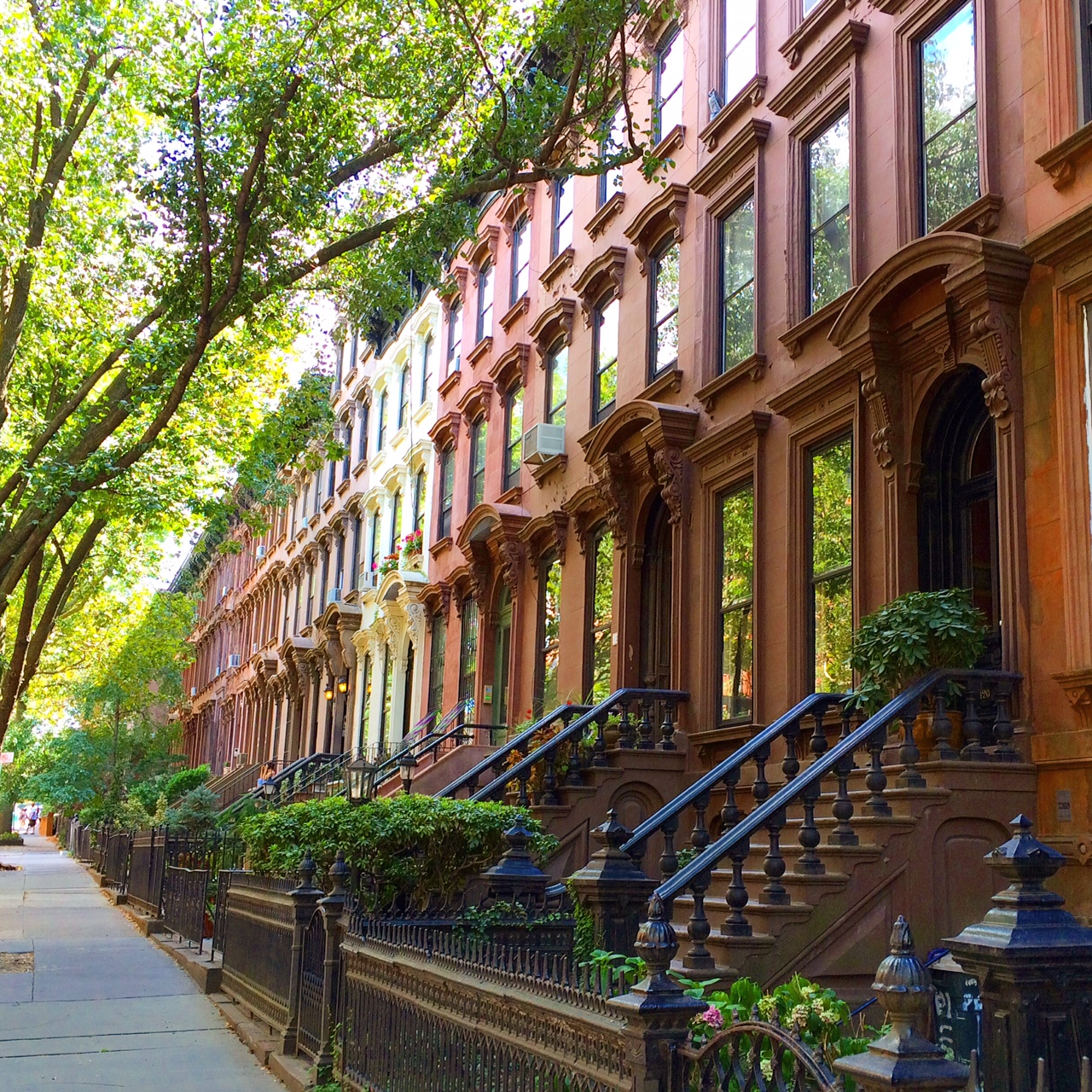
Brownstone-Reihenhäuser

Park Slope ist ein Stadtteil (Neighborhood) im Nordwesten des Stadtbezirks Brooklyn (Kings County) in New York City. Das als wohlhabend geltende Viertel hat seinen Namen von seiner Lage am Westhang des benachbarten Prospect Parks.
Im Jahr 2020 lebten in Park Slope 64.610 Menschen auf einer Fläche von etwa 2,74 km². Park Slope ist Teil des Brooklyn Community District 6 und gehört zum 78. Bezirk des New Yorker Polizeidepartements. Kommunalpolitisch wird es von den 33. und 39. Bezirken des New York City Council (Stadtrat) vertreten.

## Lage
Park Slope liegt im Nordwesten des Stadtbezirks (Borough) südlich von Downtown Brooklyn. Er wird im Allgemeinen vom Prospect Park im Osten, der 4. Avenue im Westen, der Flatbush Avenue im Norden und dem Prospect Expressway (New York State Route 27) im Süden begrenzt. Benachbarte Stadtteile sind Prospect Heights, Boerum Hill, Gowanus, Sunset Park und Windsor Terrace.

## Beschreibung
Vor der Ankunft der Europäer im 17. Jahrhundert war das Gebiet des heutigen Park Slope von den Lenape besiedelt. Bis Anfang des 19. Jahrhunderts bestand Park Slope hauptsächlich aus Bauernhöfen und Wäldern. Das Land wurde Mitte des 19. Jahrhunderts in rechteckige Parzellen unterteilt und zunächst überwiegend im westlichen Teil bebaut. Nach der Fertigstellung des Prospect Park wurden in den 1880er Jahren im östlichen Teil von Park Slope zahlreiche Villen und Reihenhäuser errichtet. Das Viertel erlebte Mitte des 20. Jahrhunderts einen sozialen und infrastrukturellen Niedergang, aber der Gebäudebestand wurde nach einer Gentrifizierung des Gebiets ab den 1960er Jahren restauriert und aufgewertet. Ein großer Teil des Viertels ist als „Park Slope Historic District“ mit einem National Historic District sowie New York City landmarks ausgewiesen.
In Park Slope sind viele historische Gebäude erhalten. Der Stadtteil kann zahlreiche Restaurants, Bars und Geschäfte aufweisen und hat des Weiteren Filialen der Brooklyn Public Library. Er bietet zudem kurze Wege zum Prospect Park, zur Brooklyn Academy of Music, zum Brooklyn Botanic Garden, zum Brooklyn Museum, zum Brooklyn Conservatory of Music und zur Central Library. Park Slope wird allgemein als eines der begehrtesten Viertel von New York City eingestuft. Hauptgeschäftsstraßen sind die 5th und die 7th Avenue.

Ansichten von Park Slope
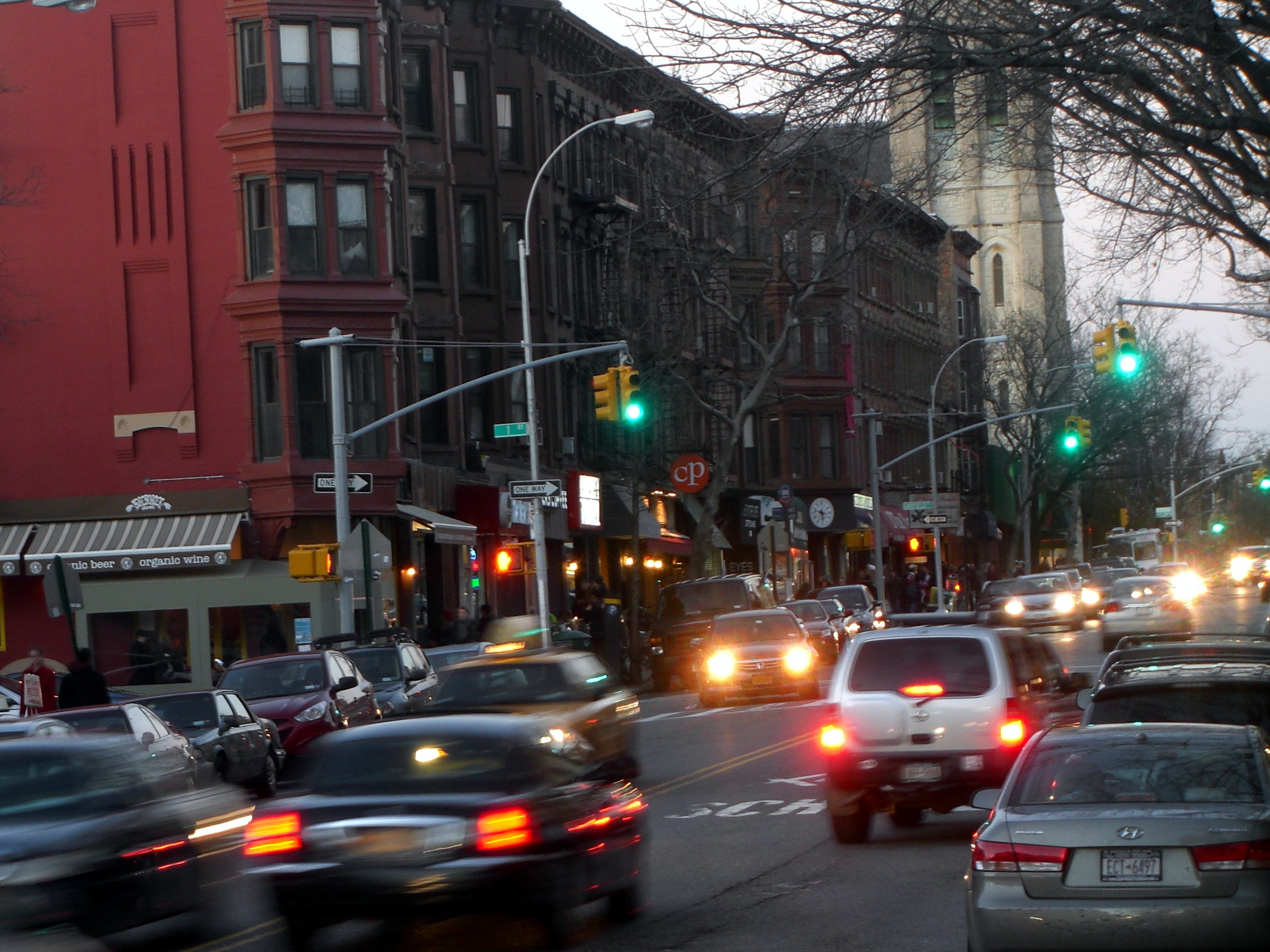
7th Avenue
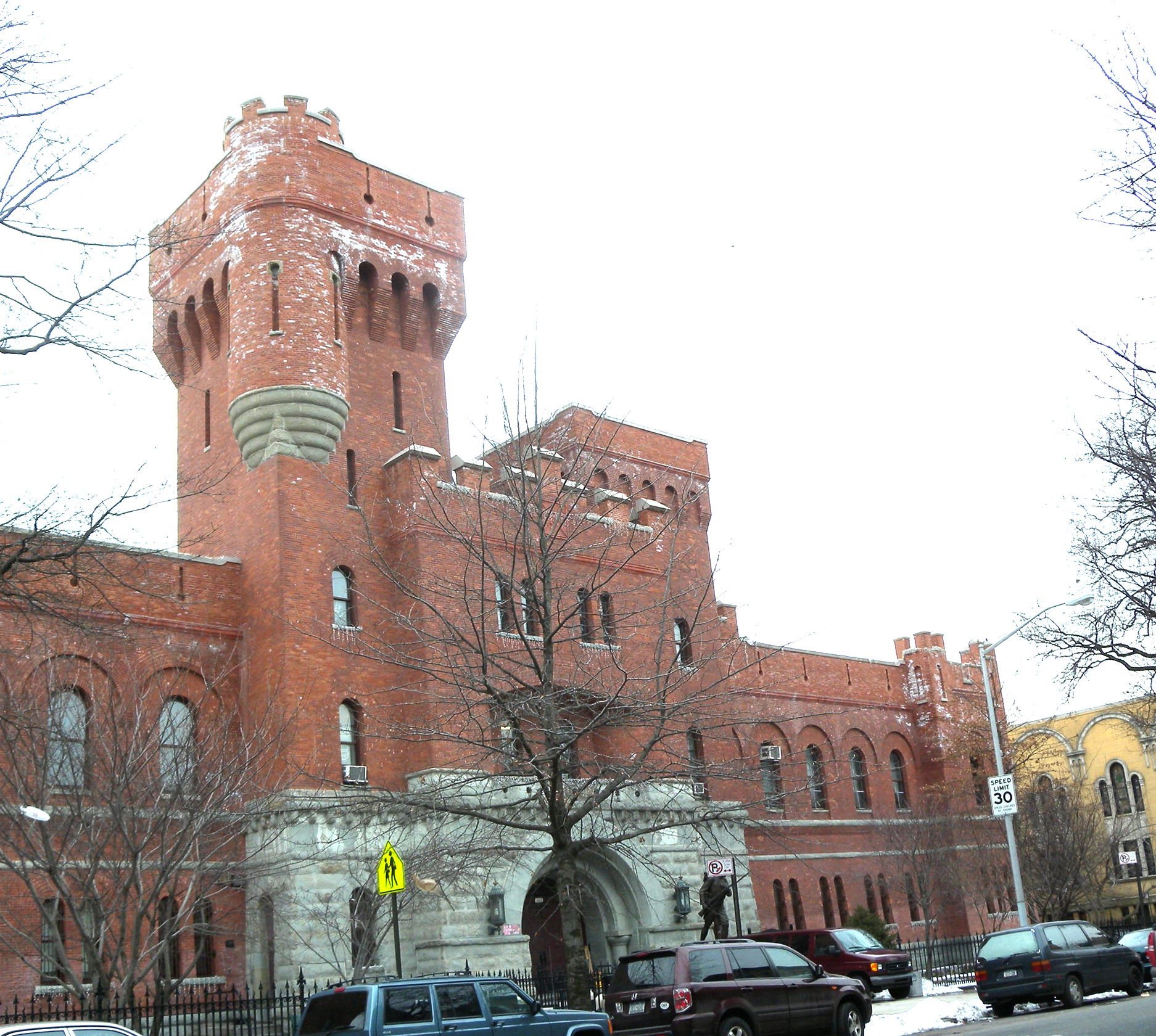
14th Regiment Armory
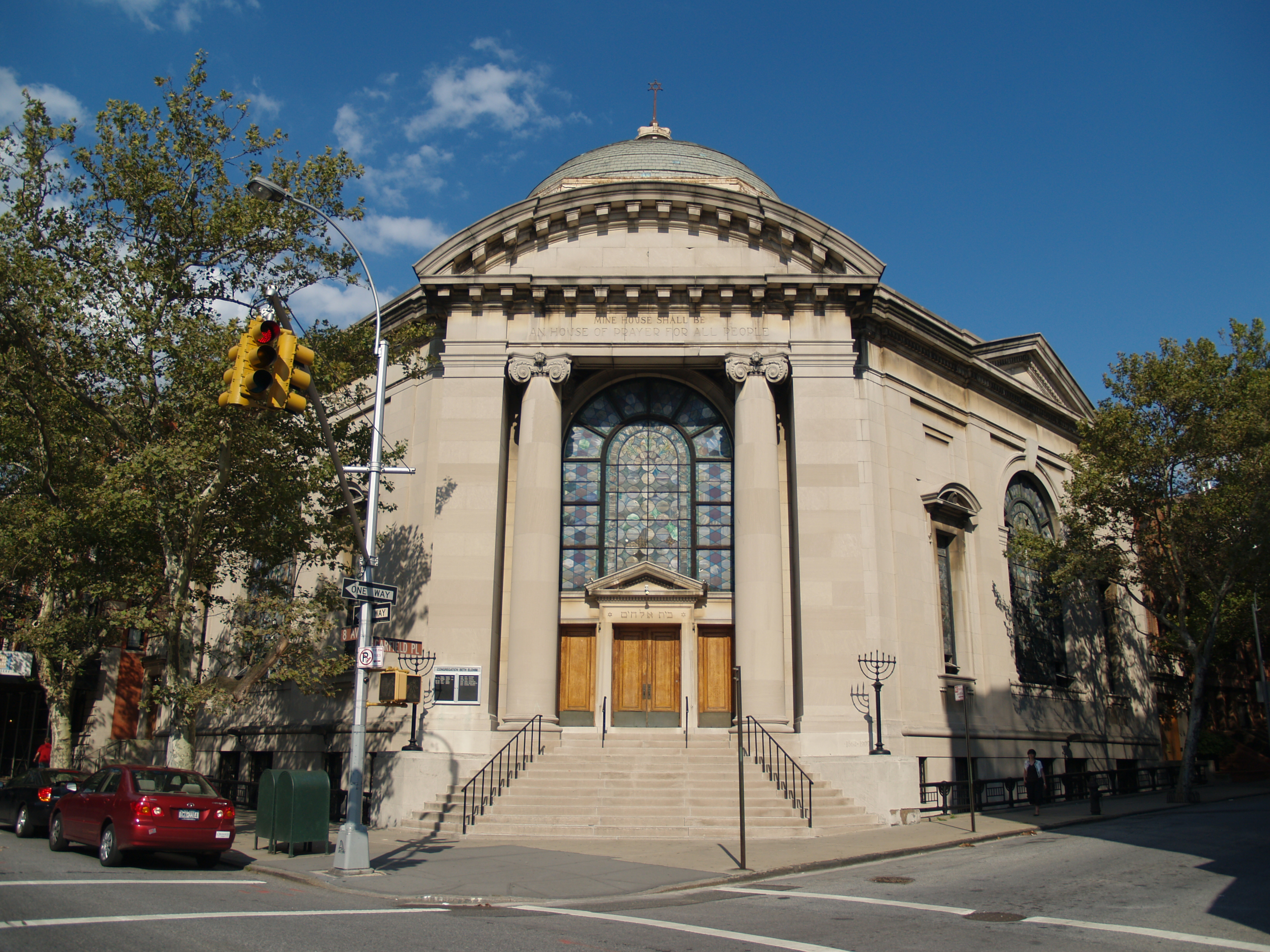
Beth-Elohim-Gemeinde
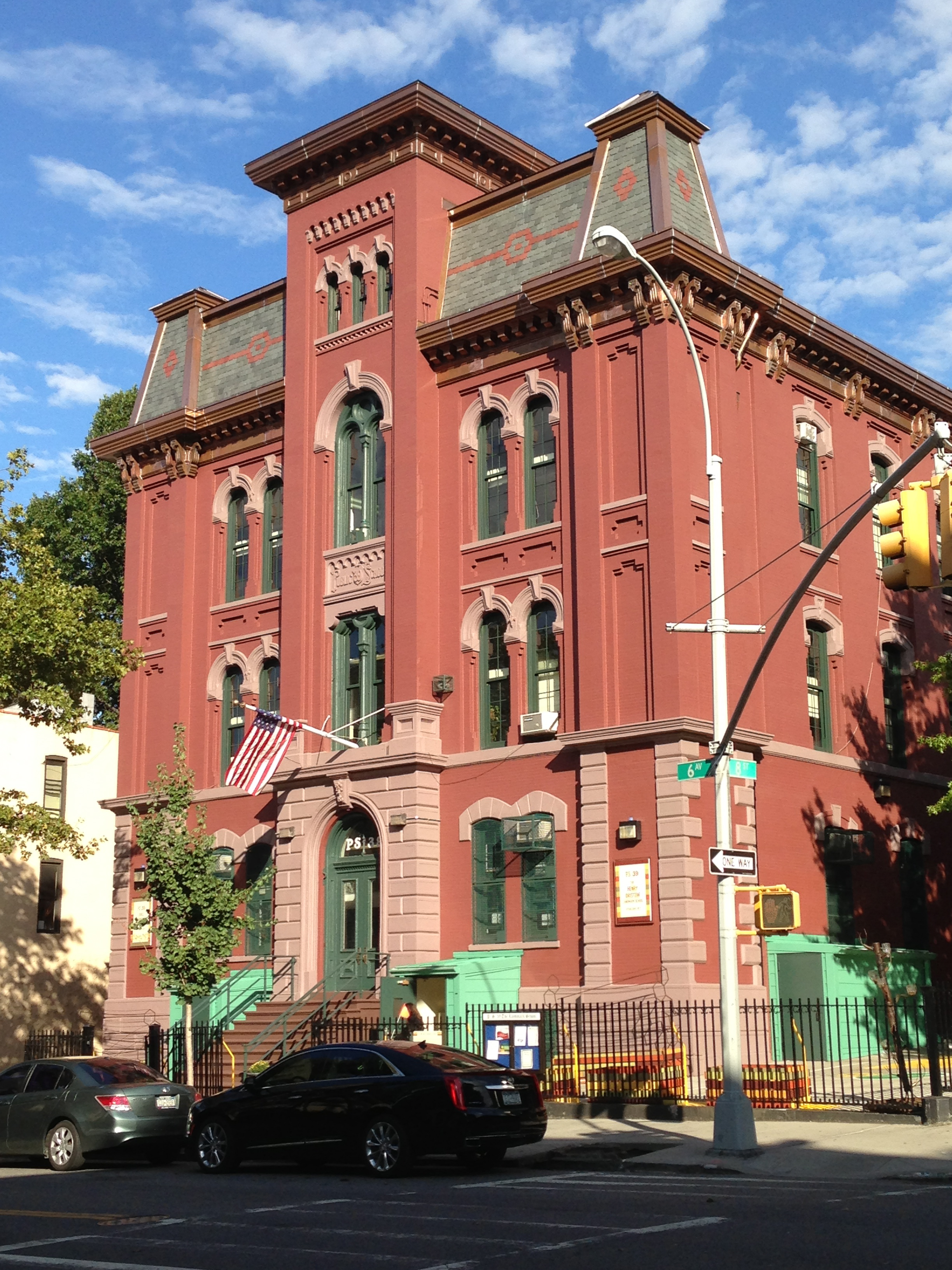
Public School 39
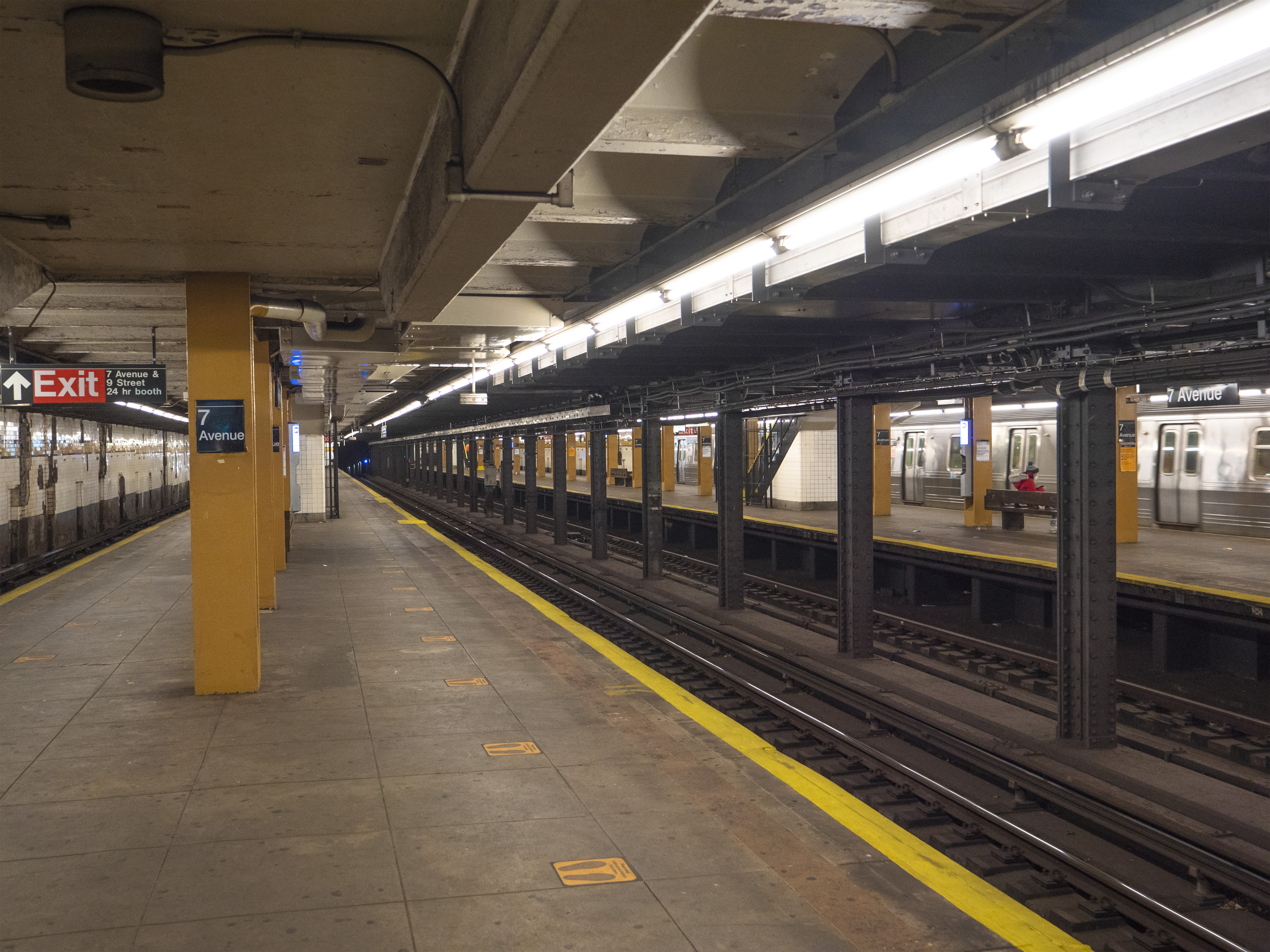
U-Bahn Station 7th Avenue

## Demographie
Im Jahr 2020 hatte das United States Census Bureau die statistischen Zählbezirke (Areas und Tracts) neu konfiguriert. Somit sind die vor 2020 erzielten Daten meist nicht mehr mit den ab 2020 erhobenen Daten vergleichbar, des Weiteren sind die Zählbezirke Neighborhood Tabulations Area (NTA) und Census Tracts meist nicht deckungsgleich mit den Stadtteilgrenzen. Da dies auch bei Park Slope zutrifft, werden die zuständigen Census Blocks zur Berechnung verwendet.
Laut Volkszählung von 2020 hatte Park Slope 64.610 Einwohner bei einer Einwohnerdichte von 23.580 Einwohnern pro km². Hier lebten 43.279 (67 %) Weiße, 3.286 (5,1 %) Afroamerikaner, 5.432 (8,4 %) Asiaten, 530 (0,8 %) aus anderen Ethnien und 3.987 (6,2 %) aus zwei oder mehr Ethnien. 12,5 % oder 8.096 Einwohner waren Hispanoamerikaner oder Latinos.

## Verkehr
Park Slope hat einen guten Anschluss an die New Yorker U-Bahn. Durch den Stadtteil führt von West nach Ost entlang der 9th Street mit drei Stationen die IND Culver Line mit den Linien  und . Entlang der Flatbush Avenue im Norden des Stadtteils verkehrt die IRT Eastern Parkway Line mit den Linien    und . Im Westen entlang der 4th Avenue verkehrt die BMT Fourth Avenue Line mit den Linien    und . Des Weiteren betreibt die New York City Transit Authority vier Buslinien durch Park Slope. Im Straßenverkehr sorgen die den Stadtteil tangierenden Hauptverkehrsstraßen Gowanus Expressway, Prospect Expressway und Flatbush Avenue für eine gute Anbindung.

## Persönlichkeiten (Auswahl)
In Park Slope wurden geboren, wuchsen auf und/oder lebten und leben eine Reihe von bekannten Persönlichkeiten (Auswahl):
- Steve Buscemi (* 1957), Schauspieler und Regisseur
- Jennifer Connelly (* 1970), Schauspielerin
- Laurence Fishburne (* 1961), Schauspieler
- Sarah Paulson (* 1974), Schauspielerin und Regisseurin
- John Hodgman (* 1971), Autor
- Maggie Gyllenhaal (* 1977), Schauspielerin
- Keri Russell (* 1976), Schauspielerin
- Patrick Stewart (* 1940), Schauspieler
- John Turturro (* 1957), Schauspieler
- Foxy Brown (* 1978), Rapperin
- Vince Clarke (* 1960), Musiker (Depeche Mode)
- Angélique Kidjo (* 1960), Sängerin
- KRS-One (* 1965), Rapper
- Alex Grey (* 1953), Künstler
- Jean-Michel Basquiat (1960–1988), Maler und Zeichner
- Paul Auster (1947–2024), Schriftsteller
- Jonathan Safran Foer (* 1977), Schriftsteller
- Al Capone (1899–1947), Mobster
- Fabiano Caruana (* 1992), Schachgroßmeister
- Bill de Blasio (* 1961), ehemaliger Bürgermeister von NYC
- William Jay Gaynor (1848–1913), Politiker und Bürgermeister